# Mitchell Duke
Mitchell Thomas Duke (Liverpool, 18 de janeiro de 1991) é um futebolista australiano que atua como atacante. Atualmente joga pelo Machida Zelvia.

## Carreira
Ele começou sua carreira no Parramatta Eagles antes de se mudar para o time juvenil do Central Coast Mariners. Em 9 de fevereiro de 2011, Duke fez sua estreia pelos Mariners e também marcou seu primeiro gol na vitória por 3 a 1 sobre o Gold Coast United.
Em 22 de agosto de 2020, assinou um contrato de 2 anos com Al-Taawoun. Ele marcou o gol da vitória contra o Al-Duhail em uma partida da fase de grupos Liga dos Campeões da AFC de 2020 em 25 de setembro de 2020, mas caiu em desgraça com a liderança do clube logo depois, passando de sua posição de atacante para a ala. Em 1º de fevereiro de 2021, voltou à Austrália e assinou com seu ex-clube, Western Sydney Wanderers, por empréstimo até o final da temporada 2020-21 da A-League.
Em 5 de agosto de 2021, foi para o Fagiano Okayama.
Em 7 de setembro de 2013, estreou pelos Socceroos em uma derrota por 0–6 para o Brasil, no Estádio Nacional Mane Garrincha em Brasília, entrou como substituto no segundo tempo no lugar de Josh Kennedy aos 78 minutos.
Foi convocado para as Jogos Olímpicos de Verão de 2020. A equipe derrotou a Argentina na primeira partida da fase de grupos.
Atuou na seleção australiana na Copa do Mundo FIFA de 2022. Na segunda partida do time contra a Tunísia, em 26 de novembro de 2022, ele marcou o gol da vitória.